# Coucieiro
Coucieiro ist eine Gemeinde im Norden Portugals.
Coucieiro gehört zum Kreis Vila Verde im Distrikt Braga, besitzt eine Fläche von 4,2 km² und hat 526 Einwohner (Stand 19. April 2021).